# Kisenosato Yutaka
Kisenosato Yutaka  (稀勢の里 寛?), all'anagrafe Hagiwara Yutaka (in lingua giapponese: 萩原 寛) (Ashiya, 3 luglio 1986) è un lottatore di sumo giapponese. Nel 2017 è diventato il 72° yokozuna della storia, il 1° giapponese a riuscirci dal 1998. Dopo il ritiro avvenuto nel 2019 a causa dei tanti infortuni è diventato capo palestra col nome di Nishonoseki Oyakata, e nel giugno 2022 ha inaugurato la Nishonoseki-beya.

## Carriera

### Prima del debutto
Nonostante già dal secondo anno delle elementari (in Giappone in tutto sono sei) si dimostri molto interessato al sumo seguendolo con passione in televisione, in quarta elementare inizia col praticare il baseball. Al secondo anno delle scuole medie inferiori si trasferisce a Ushiku nella prefettura di Ibaraki. L'anno successivo, ricevendo molti inviti da parte di scuole superiori per le sue doti come giocatore di baseball, al tentativo di entrare in una heya si scontra con la disapprovazione di genitori e insegnanti. Sarà solo l'intervento dell'oyakata della beya Naruto a permettergli di poter iniziare a praticare sumo.

### Primi anni
In un periodo infelice per i rikishi giapponesi le aspettative sia da parte dei vari oyakata che dei fan sono alte, inoltre viene vista come certa in futuro una promozione a sekitori. Il debutto ufficiale, usando come shikona il proprio nome, è nel marzo del 2002 nella Jonokuchi;  e i risultati non tardano a venire. Il torneo successivo viene promosso in Jonidan e quello dopo in Sandanme. A luglio 2003 è in Makushita e nel maggio 2004, venendo promosso a Jūryō all'età di 17 anni e 9 mesi, diventa il secondo rikishi più giovane (primo è Takanohana) ad aver raggiunto il rango di sekitori.

### Ingresso in Makuuchi
Ancora tre basho e viene promosso nella Makuuchi, all'età di 18 anni e 3 mesi, diventando anche in questo caso il secondo lottatore più giovane a essere promosso nella divisione più alta, sempre dopo Takanohana. In quest'occasione decide di cambiare la sua shikona in Kisenosato su proposta dell'oyakata. Questo nome infatti significa salire velocemente con straordinario vigore, a indicare proprio la velocità delle sue promozioni.

### Titolo di yokozuna
Il 25 gennaio 2017, la Nihon Sumō Kyōkai ha approvato all’unanimità la sua nomina come 72º yokozuna.

## Tecniche più usate
Tra le kimarite, ovvero tecnica con cui il lottatore vince l'incontro, più frequentemente utilizzate nell'ultimo anno abbiamo yorikiri, oshidashi e tsukiotoshi.